# Brăteni (okręg Bistrița-Năsăud)
Brăteni – wieś w Rumunii, w okręgu Bistrița-Năsăud, w gminie Sânmihaiu de Câmpie. W 2011 roku liczyła 89 mieszkańców.